# Anticyathus primitivus
Anticyathus primitivus är en rundmaskart som först beskrevs av Allgen 1933.  Anticyathus primitivus ingår i släktet Anticyathus och familjen Linhomoeidae. Arten är reproducerande i Sverige. Inga underarter finns listade i Catalogue of Life.